# Kacper Sztuka
Kacper Sztuka (Cieszyn, 29 januari 2006) is een Pools autocoureur. In 2023 won hij de titels in het Italiaans Formule 4-kampioenschap en de Formula Winter Series. In 2024 maakte hij kort deel uit van het Red Bull Junior Team, het opleidingsprogramma van het Formule 1-team van Red Bull Racing.

## Carrière

### Karting
Sztuka begon zijn autosportcarrière in het karting op vierjarige leeftijd. Hij maakte zijn kartdebuut in Tsjechië, waar hij in 2014 kampioen werd in de 60 Baby-klasse van zowel de Moravsky Pohar als de Karting Cup. Op zijn negende ging hij in Italië karten. Tevens nam hij deel aan diverse door de WSK georganiseerde kampioenschappen. In 2019 werd hij tweede in de OKJ-klasse van de Copa Campeones en nam hij in dezelfde klasse deel aan het Europees kartkampioenschap. In 2020 reed hij slechts vier races in het karting voordat de rest van het seizoen werd geschrapt vanwege de coronapandemie.

### Formule 4
In 2021 maakte Sztuka de overstap naar het formuleracing en debuteerde hij in het Italiaans Formule 4-kampioenschap bij AS Motorsport. Hij kende een moeilijk jaar, waarin hij ook in het weekend op het Circuit Mugello kortstondig voor Iron Lynx reed. Een elfde plaats op het Misano World Circuit Marco Simoncelli was zijn beste resultaat, waardoor hij puntloos op plaats 36 in het klassement eindigde.
In 2022 stapte Sztuka binnen de Italiaanse Formule 4 over naar US Racing, het team van door voormalig Formule 1-coureur Ralf Schumacher. Zijn resultaten verbeterden sterk en al in het eerste raceweekend op het Autodromo Internazionale Enzo e Dino Ferrari behaalde hij zijn eerste overwinning in de klasse. Later dat jaar voegde hij hier op de Red Bull Ring nog een zege aan toe. Hiernaast stond hij op Imola en het Autodromo Nazionale Monza nog twee keer op het podium. Met 162 punten verbeterde hij zichzelf naar de zesde plaats in de eindstand. Ook reed hij in twee weekenden van het ADAC Formule 4-kampioenschap op het Circuit de Spa-Francorchamps en de Lausitzring en stond op beide circuits eenmaal op het podium.
In 2023 begon Sztuka het jaar in de nieuwe Formula Winter Series bij US Racing. Hij reed in drie van de vier raceweekenden, waarin hij vijf overwinningen en een tweede plaats behaalde. Zodoende werd hij met 151 punten kampioen in de klasse. Vervolgens keerde hij terug naar de Italiaanse Formule 4. Na een rustige eerste seizoenshelft, waarin hij enkel de eerste race op Imola wist te winnen, won hij acht van de laatste negen races; drie op zowel het Circuit Paul Ricard als op Mugello en twee op het Autodromo Vallelunga. Zodoende maakte hij een achterstand van meer dan honderd punten goed om met 315 punten kampioen in de klasse te worden. Verder reed hij in twee van de drie raceweekenden van het nieuwe Euro 4 Championship, waarin hij op Monza tweemaal won en zodoende met 74,5 punten achtste in de eindstand werd. Aan het eind van het jaar werd hij opgenomen in het Red Bull Junior Team, het opleidingsprogramma van het Formule 1-team van Red Bull Racing.

### Formule 3
In 2024 debuteerde Sztuka in het FIA Formule 3-kampioenschap bij MP Motorsport. Op Imola behaalde hij zijn enige puntenfinish van het jaar met een vijfde plaats in de sprintrace. Al na vier raceweekenden verliet hij het Red Bull Junior Team. Uiteindelijk eindigde hij met 6 punten op plaats 27 in het klassement.